# Helymaeus tricolor
Helymaeus tricolor är en skalbaggsart som först beskrevs av Félix Édouard Guérin-Méneville 1840.
Helymaeus tricolor ingår i släktet Helymaeus och familjen långhorningar. Artens utbredningsområde är Senegal. Inga underarter finns listade i Catalogue of Life.